# Жан Стейплтон
Жан Стейплтон (англ. Jean Stapleton), до шлюбу Мюррей (англ. Jeanne Murray), 19 січня 1923, Нью-Йорк — 31 травня 2013, там же) — американська характерна акторка кіно та телебачення. Популярність здобула в 1970-х роках як виконавиця ролі Едіт Банкер в телесеріалі «Всі в родині» — за яку неодноразово ставала лауреаткою премій «Золотий глобус» та «Еммі».

## Біографія
Народилася 19 січня 1923 року в Нью-Йорку в родині продавця рекламних щитів Джозефа Мюррея і співачки Мері Степлтон Мюррей. Жан Стейплтон закінчила Хантерський коледж.
Протягом 30-ти років Степлтон була одружена з Вільямом Путчем (1924—1983). У шлюбі народила двох дітей: актор, сценарист і режисер Джон Путч та акторка Памела Путч.
Брат, Джек Степлтон, був театральним актором. Її двоюрідна сестра — акторка Бетті Джейн Вотсон.
Акторка померла в Нью-Йорку 31 травня 2013 року 90-річному віці від природних причин.

## Фільмографія
| Рік         |    | Українська назва                      | Оригінальна назва                     | Роль                                            |
| ----------- | -- | ------------------------------------- | ------------------------------------- | ----------------------------------------------- |
| 1961        | с  | Доктор Кілдер                         | Dr. Kildare                           | медсестра В'їтні                                |
| 1961 — 1963 | с  | Оголене місто                         | Naked City                            | місіс Фергюсон / місіс Трелліс / Мерилін Коніши |
| 1962        | с  | Захисники                             | The Defenders                         | місіс Ларсен                                    |
| 1962        | с  | Денніс-мучитель                       | Dennis the Menace                     | місіс Флора Девіс                               |
| 1963        | с  | Одинадцята година                     | The Eleventh Hour                     | Роза Крайла                                     |
| 1968 — 1979 | с  | Усі в родині                          | All in the Family                     | Едіт Банкер                                     |
| 1971        | ф  | Ломка                                 | Cold Turkey                           | місіс Уопплер                                   |
| 1971        | ф  | Клют                                  | Klute                                 | секретар Гольдфарба                             |
| 1979        | с  | Будинок Арчі Банкера                  | Archie Bunker's Place                 | Едіт Банкер                                     |
| 1986        | ф  | Загадка мерця                         | Dead Man's Folly                      | Аріадна Олівер                                  |
| 1990 — 1991 | с  | Кафе «Багдад»                         | Bagdad Cafe                           | Жасмин Звейбель                                 |
| 1996        | ф  | Майкл                                 | Michael                               | Пенсі Мілбанк                                   |
| 1996        | с  | Мерфі Браун                           | Murphy Brown                          | Нана Сілверберг                                 |
| 1996        | с  | Усі люблять Реймонда                  | Everybody Loves Raymond               | тітка Альда                                     |
| 1998        | ф  | Вам лист                              | You've Got Mail                       | берді Конрад                                    |
| 1998        | мф | Покахонтас 2: Подорож до нового світу | Pocahontas II: Journey to a New World | місіс Дженкінс                                  |
| 2000        | с  | Дотик ангела                          | Touched by an Angel                   | Емма                                            |